# Museu da Força Aérea (Suécia)
O Museu da Força Aérea – em sueco:  Flygvapenmuseum - é um museu da história da aviação militar sueca, localizado na pequena cidade de Malmslätt, situada na província histórica da Östergötland a 4 km de Linköping.

O museu apresenta a evolução da aviação militar da Suécia, desde os princípios do século XIX até aos nossos dias. A grande atração é o DC-3 abatido pelos caças soviéticos em 1952 no espaço aéreo do Mar Báltico. Os visitantes interessados podem experimentar a condução simulada de um JAS 39 Gripen.

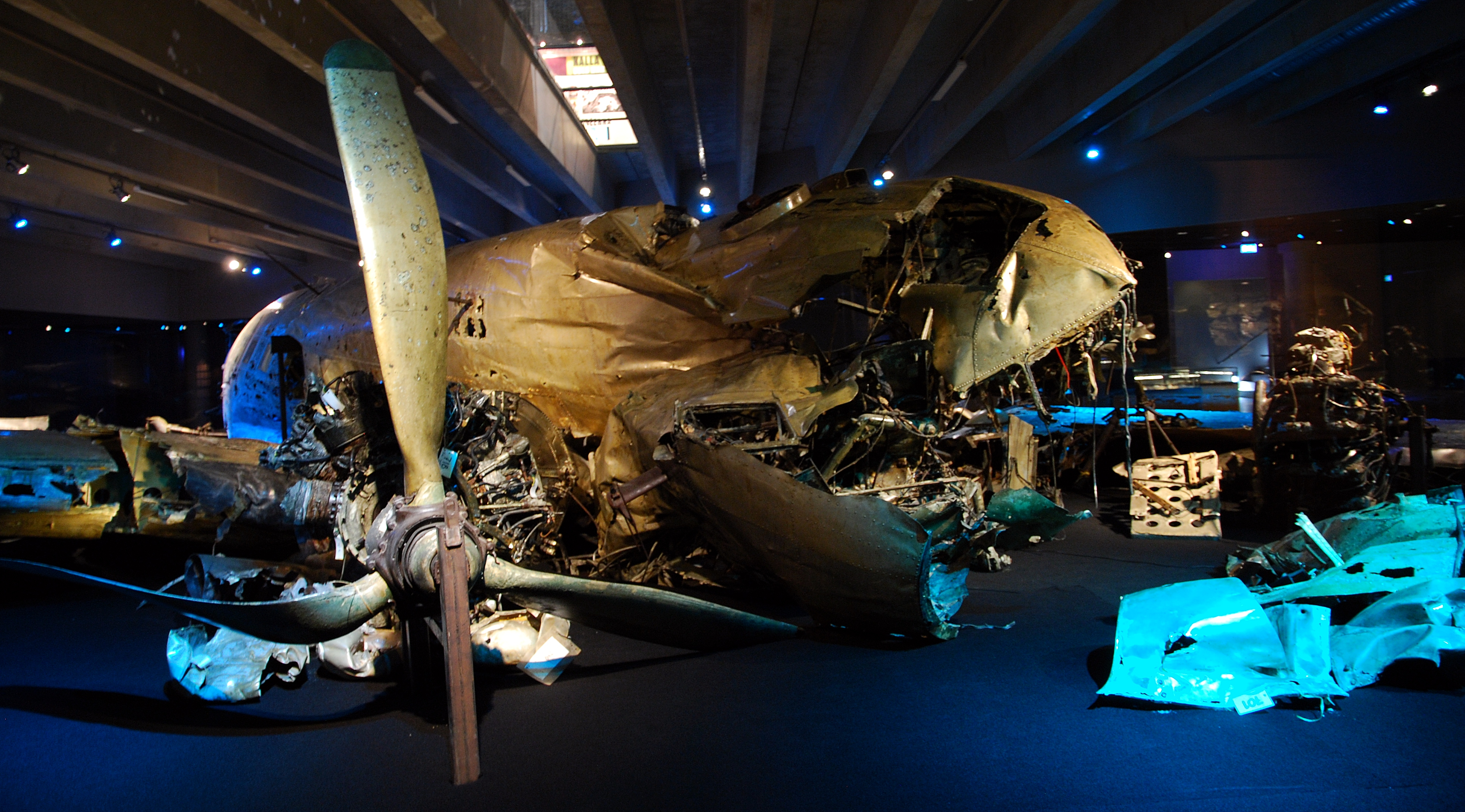
Os restos do DC-3
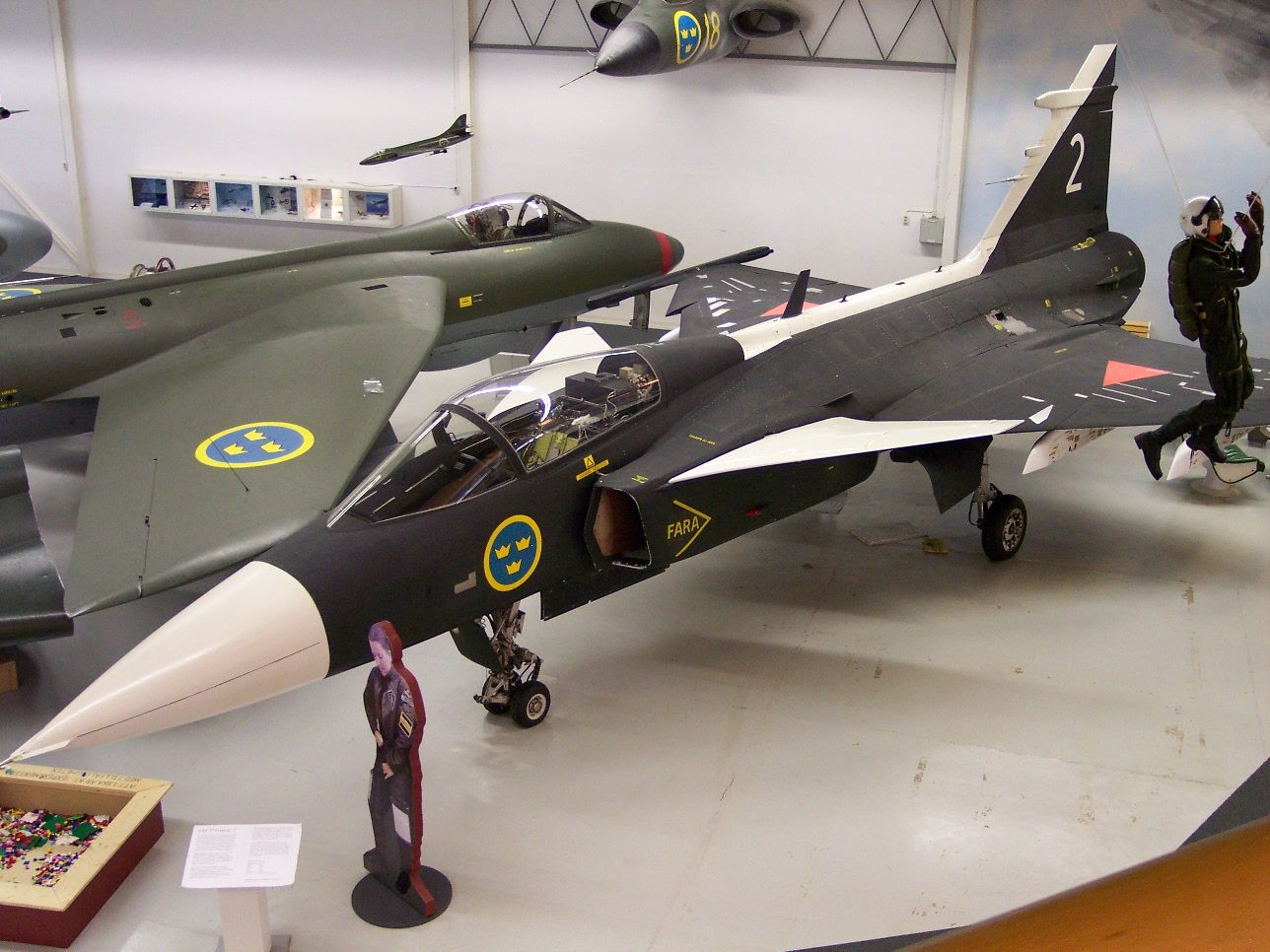
O JAS 39 Gripen